# Georg Kareski
Georg (Gedalya) Kareski (* 21. Oktober 1878 in Posen; † 2. August 1947 in Ramat Gan) war ein deutscher Bankier. Er war Direktor der 1927 von ihm gegründeten jüdischen Genossenschaftsbank Iwria und außerdem ein zionistischer Politiker (siehe Jüdische Volkspartei).

## Leben
Seit 1920 war er im Vorstand der Jüdischen Gemeinde Berlin, von 1928 bis 1930 als Vorstandsvorsitzender. Er machte die Gemeinde zu seiner politischen Basis und gehörte dort zu den Gründern der Jüdischen Volkspartei, die zionistische Grundsätze vertrat und sich gleichzeitig gegen das liberale Judentum wandte. Außerdem war er Präsident der Jugendbewegung Betar und Kopf des Sportvereins Bar Kochba. Kareski war einer der Direktoren der Iwria Bank bis zu ihrem Bankrott im Jahre 1937. Er spielte 1935 eine Rolle in Kontroversen um den Kulturbund Deutscher Juden.
Als Leiter der rechten revisionistischen Staatszionistischen Organisation (seit 1934) verlangte Kareski frühzeitig den Exodus der Juden aus dem nationalsozialistischen Deutschland und war bereit, die Auswanderung notfalls in Zusammenarbeit mit der Gestapo und dem Reichspropagandaministerium zu organisieren. In einem Interview mit dem Organ der Deutschen Arbeitsfront, das in der Abendausgabe des Angriff vom Montag, 24. Dezember 1935 zwei Drittel einer Seite einnahm, erklärte Kareski sein Einverständnis mit den Nürnberger Rassegesetzen, was in der nicht- und antizionistischen jüdischen Presse Empörung hervorrief.
Saul Friedländer bezeichnet Kareski als „eine lautstark agierende, aber randständige Persönlichkeit selbst innerhalb des deutschen Zionismus“.
Kareski wanderte nach Eretz Israel aus und wirkte als Leiter der Kupat Cholim le Ovdim Le’umiim.

## Archivalien
- Die Wiener Zeitung Die Stimme berichtete oft über Kontroversen um Kareski. Viele Ausgaben, Nr. 498, 502, 506, 508, 519 finden sich als .pdf-Volltexte in der Universitätsbibliothek Frankfurt am Main, Zugang über Suchmaschinen, in der Schreibweise „Karcski“; z. B. Ausg. v. 10. Dezember 1935
- Die Revue Die neue Welt, Hg. Robert Stricker, die einer „Judenstaatspartei“ nahestand, berichtete am 5. April 1935, Nr. 453, Titelblatt untere Hälfte, ausführlich über die Meinung „Karcskis“ (sic), gleicher Archivort wie vor, online lesbar. Ein beigefügter Kommentar verschärft Kareskis Aussagen noch, der unbekannte Autor geht davon aus, dass Hitler die „Ausrottung“ der Juden letztlich „in der ganzen Welt“ plant.
- Sein persönlicher Nachlass liegt in den Central Archives for the History of the Jewish People, CA, in Jerusalem